# Orazi e Curiazi
Orazi e Curiazi (título original en italiano; en español, Horacios y Curiacios) es una ópera (tragedia lírica) en tres actos con música de Saverio Mercadante y libreto en italiano de Salvatore Cammarano, basada en la tragedia de 1640 Horace de Pierre Corneille, basada a su vez en la leyenda romana de la lucha entre los Horacios y Curiacios. Se estrenó en el Teatro San Carlos de Nápoles el 10 de noviembre de 1846.

## Historia
Mercadante, tras la reforma operística que lleva a cabo a finales de los años 30, regresa a temáticas clásicas a partir de la ópera La vestale, apartándose así de la estética romántica imperante. Los motivos para este cambio pueden ser varios, desde que con estos temas le resulta más fácil eludir la censura napolitana, considerada la más represiva en la Europa de la época (que incluso impidió el estreno de otra ópera de tema clásico de Mercadante, Virginia) hasta que el estilo más lento de estas obras, frente a la rapidez dramática de los temas románticos, se adaptan mejor al estilo del compositor, que no compite así directamente con la estrella emergente, Verdi. El libreto, basado en el mismo drama de Corneille que ya había usado Domenico Cimarosa 50 años antes en su Gli Orazi e i Curiazi, fue escrito originalmente para el compositor Giovanni Pacini, que lo rechazó, dejando así el camino libre a Mercadante.
La ópera se estrenó con gran éxito en Nápoles en 1846, siendo especialmente aplaudidos los cuatro solistas protagonistas: Frezzolini, Fraschini, Balzar y Arati. La ópera se difunció de inmediato por toda Italia: se estrenó en 1847 en Venecia (en el Teatro La Fenice, con Raffaele Mirate y Achille De Bassini), Roma y Milán, en 1848 en Parma o Génova, en 1850 en Trieste o en 1852 en Bérgamo, siendo representada fuera de Italia en 1849 en Barcelona y en Budapest (en esta última, traducida al húngaro), en 1849 en Lisboa y San Petersburgo, en 1853 en Malta y en 1856 en Río de Janeiro. Tras ser representada en Turín en 1865, la ópera desapareció de los escenarios, siendo recuperada por última vez en Nápoles en 1882.
La ópera se recuperó en época moderna en el Reino Unido en abril de 1975, gracias al sello Opera rara, que la ofreció en versión concierto.. El estreno estadounidense tuvo lugar en Minneaopolis en el año 2006.

## Personajes
| Personaje                                                                                             | Tesitura     | Reparto del estreno Director: Antonio Farelli |
| --- | ------------ | --------------------------------------------- |
| Viejo Orazio (caballero romano)                                                                       | bajo         | Marco Arati                                   |
| Orazio (su hijo)                                                                                      | barítono     | Pietro Balzar                                 |
| Camilla (hija del viejo Orazio)                                                                       | soprano      | Erminia Frezzolini                            |
| Sabina (esposa de Orazio)                                                                             | mezzosoprano | Anna Salvetti                                 |
| Curiazio (su hermano, guerreo albano)                                                                 | tenor        | Gaetano Fraschini                             |
| Sumo Sacerdote                                                                                        | tenor        | Teofilo Rossi                                 |
| Familiares de Orazio, sacerdotes, guerreros, senadores y pueblo romano, mensajero y guerreros de Alba |              |                                               |

## Argumento
La acción tiene lugar en Roma y fuera de sus murallas, al término del primer siglo desde su fundación.
Acto I
Parte de Roma junto a las murallas
Fuera de la muralla se produce una batalla entre romanos y albanos. Las mujeres romanas suplican a los dioses, pero ni Camilla ni Sabina pueden hacer lo propio, ya que cada una tiene a sus hermanos y a su esposo (prometido, en el caso de Camilla) combatiendo en distintos bandos (aria: Qual prece o voto formar potremo?). Un grupo de senadores llega comunicando que se ha llegado a un acuerdo para que tres guerreros de cada ejército combatan entre ellos para que haya un ganador. Las dos mujeres se muestran felices de que sus familiares no tengan que luchar. Llega entonces Curiazio, prometido de Camilla, cumpliendo su promesa de ir a donde ella el primer día que no debiera luchar en el ejército de Alba, y ambos enamorados recuerdan sus sufrimientos, alejados uno del otro durante el conflicto (dúo: Talora solingo e tacito). Aparece el viejo Orazio, que da su bienvenida a Curiazio y se preparan para la próxima boda. 
Vestíbulo en casa de los Orazios
Los senadores están decidiendo quienes serán los tres guerreros que representarán a Roma en el combate. Orazio pide a los dioses que guíen su decisión y confirma que su amor por la patria es mayor que el que siente hacia cualquiera de sus familiares (aria: Di fratello, di figlio, di sposo). Los senadores entran y anuncian que los Orazios han sido los elegidos para combatir, y Orazio confirma su valor. 
Alrededores del templo de Venus
El Gran Sacerdote consulta los auspicios que confirman que Camilla y Curiazio deben casarse se inmediato por voluntad de los dioses. Pero, cuando por fin van a casarse, aparece Orazio deteniendo el ritual, ya que los tres hermanos Curiazios han sido los elegidos por Alba para representarla en el combate. Esta decisión despierta sentimientos encontrados tanto en Orazio como en Curiazio, pero ambos están dispuestos a cumplir con su deber y parten de inmediato, para desesperación de Camilla, que se ha quedado a los pies del altar. 
Acto II
Vestíbulo en casa de los Orazios
Los Orazios rezan a los dioses de su hogar antes del combate. Llega entonces Curiazio, pidiendo estar a solas con Orazio. Allí le confirma el afecto que siente por él, ya que le salvó la vida en combate. Orazio también se emociona, pero ambos acuerdan callar sus sentimientos y cumplir con su deber (dúo: Se d'ogni affetto umano). 
Llanura fuera de las murallas de Roma
Se celebran los juramentos antes del combate, en el que tanto los dos grupos de guerreros como los ejércitos juran someterse al resultado y maldecir a quien incumpla las normas. Llega entonces el Gran Sacerdote ordenando que se detenga el combate: ha tenido oscuros presagios sobre lo que ocurrirá si parientes luchan entre sí, y desea consultar primero con el oráculo para saber la decisión de los dioses. Irritados, los guerreros aceptan dirigirse a la cueva del augur. 
Oscura caverna en el Aventino
Camilla suplica a los dioses que detengan el combate. Pero entonces aparece el augur informando que es voluntad de los dioses que el combate tenga lugar. Los guerreros parten de inmediato, pero Curiazio sufre al ver que Camilla se ha desmayado al escuchar la decisión. Cuando ella vuelve en sí, pide a los dioses, desesperada, que a maten (aria: Arde già l'atroce guerra!). 
Acto III
Exterior de las murallas de Roma
Curiazio tiene pesadillas. Cuando despierta, momentos antes de que comience el combate, lamenta su suerte, ya que, si vence, habrá matado a los hermanos de su amada Camilla, y ella ya no podrá volver a verlo. Por eso, es mejor morir (aria: Ah! Come a lei mostrarmi). Llega Camilla y trata de detenerlo, pero cuando los albanos lo llaman y él se prepara para salir y evitar que le consideren cobarde, ella pide que primero la mate. 
Vestíbulo en casa de los Orazios
El viejo Orazio es incapaz de ver el combate. Llegan parientes suyos diciendo que dos de sus hijos han muerto y que el tercero, Orazio, ha huido, por lo que el viejo lo maldice y desea matarlo con sus propias manos (aria: Oh! Se morendo, s'ei prolungato). Llegan entonces los senadores anunciando la victoria de Roma, ya que Orazio fingió huir para poder enfrentarse a los Curiazios uno a uno, y así los ha matado a los tres. 
Plaza junto a la puerta Capena
Se celebra el desfile triunfal de Orazio. Llega Camilla, tratando de detenerlo, y enloquece al ver el cadáver de su amado Curiazio. Ella entonces insulta a su hermano y a Roma, ya que Curiazio ha muerto por su causa. Orazio quiere castigar a su hermana, pero los sacerdotes lo detienen, ya que es al cielo a quien le corresponde castigar esas palabras de traición. Pero Camilla, enloquecida, le arrebata a su hermano la corona de laurel, por lo que éste la persigue y la atraviesa con su espada. Camilla muere perdonando a su hermano y rogando a Roma que le perdone, feliz por poder reunirse con su amado, mientras Orazio lamenta que el amor por Roma le haya exigido tanto sufrimiento.

## Estructura
Acto I
- Introducción La spada formidabile (Coro)
- Cavatina Qual prece o voto formar potremo? (Camilla, Coro, Sabina)
- Dueto Talora solingo e tacito (Curiazio, Camilla, Coro, Vecchio Orazio, Sabina)
- Cavatina Di fratello, di figlio, di sposo (Orazio, Coro)
- Coro Del terzo cielo benigna diva
- Finale I Ora non è più questa (Orazio, Camilla, Curiazio, Sabina, Sacerdote, Vecchio Orazio, Coro)

Atto II
- Dueto Se d'ogni affetto umano (Curiazio, Orazio)
- Escena del juramento Pria di pugnar si sciolgano - Non di trombe, non di brandi (Coro, Vecchio Orazio, Sacerdote, Orazio)
- Aria La mia prece, il pianto accogli - Arde già l'atroce guerra!... (Camilla, Coro, Curiazio, Sacerdote, Sabina)

Atto III
- Aria Ah! Come a lei mostrarmi - Non l'odi? Vil mi chiama (Curiazio, Camilla, Sabina, Coro)
- Aria Oh! Se morendo, s'ei prolungato - Piango...ma queste lagrime (Vecchio Orazio, Coro)
- Coro Salve, guerrier magnanimo
- Finale II Dammi, se a queste lagrime - Ah! Su di lei tremendo foco - Sento...l'estremo...anelito!... (Camilla, Orazio, Coro)

## Grabaciones
| Año  | Reparto (Orazio, Camilla, Curiazio, Old Orazio)                        | Director, Teatro y orquesta | Sello discográfico                                    |
| ---- | ---------------------------------------------------------------------- | --- | ----------------------------------------------------- |
| 1975 | Christian du Plessis, Janet Price, Richard Greager, Malcolm King       | Kenneth Montgomery, Coro y Orquesta de la Bournemouth Sinfonietta (Grabación de una interpretación en vivo ofrecida por Opera Rara en el Queen Elizabeth Hall, 27 de abril) | 78rpm: Unique Opera Records Corporation Cat: UORC 250 |
| 1993 | Nelly Miricioiu, Anthony Michaels-Moore, Marcus Jerome, Alastair Miles | David Parry, Orquesta Philharmonia y el Coro Mitchell | Audio CD: Opera Rara ORC 12                           |